# OK저축은행 브리온
OK저축은행 브리온(OK SavingsBank BRION)은 대한민국의 리그 오브 레전드 프로게임단이다. 과거에는 철권 프로게임단을 운영했다.

## 연혁

### 철권 시리즈
- 2011년 4월 1일 : 창단
- 2017년 2월 7일 : 해체

### 리그 오브 레전드

#### 통합 이전
- 나진 실드
  - 2012년 2월 1일 : 나진 실드 창단
  - 2013년 6월 21일 : 나진 화이트 실드로 팀명 변경
  - 2013년 11월 16일 : 한국e스포츠협회 가입
  - 이후 통합
- 나진 소드
  - 2012년 2월 1일 : 나진 소드 창단
  - 2013년 6월 21일 : 나진 블랙 소드로 팀명 변경
  - 2013년 11월 16일 : 한국e스포츠협회 가입
  - 이후 통합

#### 통합 이후
- 2014년 하반기 : 나진 e-엠파이어로 통합 및 팀명 변경
- 2016년 1월 : 나진산업의 e스포츠팀 지원 중단 및 e-엠파이어(e-mFire)로 팀명 변경
- 2016년 2월 19일 : 콩두컴퍼니와 계약 체결 및 콩두 몬스터(KONGDOO MONSTER)로 팀명 변경
- 2017년 1월 19일 : 콩두컴퍼니의 인수
- 2018년 11월 20일 : 브리온컴퍼니의 인수 및 브리온 블레이드(BRION BLADE)로 팀명 변경
- 2020년 6월 19일 : 한국야쿠르트와의 네이밍 스폰서 계약 체결 및 하이프레시 블레이드(hyFresh BLADE)로 팀명 변경
- 2020년 12월 16일 : 프레딧 브리온(Fredit BRION)으로 팀명 변경
- 2023년 1월 4일 : 에치와이와의 네이밍 스폰서 계약 종료 및 브리온(BRION)으로 팀명 변경
- 2023년 5월 18일: OK저축은행과의 네이밍 스폰서 계약 체결

## 주요 성적

### 철권 시리즈
- Daum배 TEKKEN CRASH Season1 3위 (나진 Specialist)
- Daum배 TEKKEN CRASH Season2 준우승 (나진 Specialist)
- Daum배 TEKKEN CRASH Season3 4위 (나진 Specialist)
- Daum배 TEKKEN CRASH Season3 준우승 (나진 Zeus)
- Daum배 TEKKEN CRASH Season4 준우승 (나진 Zeus)
- 투극 2012 철권 TT2 부문 준우승 (나진 Specialist)

### 리그 오브 레전드

#### 통합 이전 (나진 실드 및 소드)
- 나진 실드
  - 월드 사이버 게임즈 2011 한국대표선발전 우승
  - 2012 인벤 네임드 챔피언십 우승
  - 이엠텍 나이스게임TV 리그 오브 레전드 배틀 스프링 2013 준우승
  - 리그 오브 레전드 챔피언스 스프링 2014 준우승
  - 리그 오브 레전드 월드 챔피언십 2014 8강
- 나진 소드
  - 리그 오브 레전드 월드 챔피언십 시즌 2 한국대표선발전 우승
  - 리그 오브 레전드 월드 챔피언십 시즌 2 8강
  - MLG 폴 시즌 챔피언십 2012 준우승
  - 올림푸스 리그 오브 레전드 챔피언스 윈터 2012-2013 우승
  - 이엠텍 나이스게임TV 리그 오브 레전드 배틀 스프링 2013 우승
  - 기가바이트 나이스게임TV 리그 오브 레전드 배틀 서머 2013 우승
  - 리그 오브 레전드 월드 챔피언십 시즌 3 4강
  - ZOTAC 나이스게임TV 리그 오브 레전드 배틀 윈터 2013-2014 준우승
  - 빅파일 나이스게임TV 리그 오브 레전드 배틀 스프링 2014 준우승
  - 아이티엔조이 나이스게임TV 리그 오브 레전드 배틀 서머 2014 준우승

#### 콩두 몬스터
- 리그 오브 레전드 챌린저스 코리아 서머 2016 우승
- 2016 LoL KeSPA컵 준우승
- IEM 시즌 11 경기 준우승
- IEM 시즌 11 월드 챔피언십 8강
- 리그 오브 레전드 챌린저스 코리아 서머 2017 준우승

#### 브리온 e스포츠
- 1군 (LCK)
  - 2018 LoL KeSPA컵 13~19위
  - 2019 리그 오브 레전드 챌린저스 코리아 스프링 4위
  - 2019 리그 오브 레전드 챌린저스 코리아 서머 4위
  - 2019 LoL KeSPA컵 9~12위
  - 2020 리그 오브 레전드 챌린저스 코리아 스프링 4위
  - 2020 리그 오브 레전드 챌린저스 코리아 서머 6위
  - 2020 LoL KeSPA컵 9~10위
  - 2021 리그 오브 레전드 챔피언스 코리아 스프링 10위
  - 2021 리그 오브 레전드 챔피언스 코리아 서머 9위
  - 2022 리그 오브 레전드 챔피언스 코리아 스프링 6위
  - 2022 리그 오브 레전드 챔피언스 코리아 서머 9위
  - 2023 리그 오브 레전드 챔피언스 코리아 스프링 8위
  - 2023 리그 오브 레전드 챔피언스 코리어 서머 8위
- 2군 (LCK CL)
  - 2021 LCK 챌린저스 리그 스프링 8위
  - 2021 LCK 챌린저스 리그 서머 7위
  - 2021 LoL KeSPA컵 준우승

## 소속 선수

### 1군
- 감독 : 최우범
- 코치 : 이승후

| 이름   | 소환사명 | 포지션 | 비고 |
| ------ | -------- | ------ | ---- |
| 박루한 | Morgan   | 탑     |      |
| 김동범 | Croco    | 정글   |      |
| 함유진 | Hambak   | 정글   | 예비 |
| 변정현 | Hype     | AD캐리 |      |
| 송선규 | Bull     | AD캐리 | 예비 |
| 오동규 | Pollu    | 서포터 |      |

### 2군
- 감독 : (공석)
- 코치 : 최성원

| 이름   | 소환사명 | 포지션 | 비고 |
| ------ | -------- | ------ | ---- |
| 안민혁 | DDahyuk  | 탑     |      |
| 최엘림 | Ellim    | 정글   |      |
| 정별   | Starlit  | 미드   |      |
| 한재성 | Levy     | AD캐리 |      |
| 박근우 | Kice     | 서포터 |      |

## 우승 기록
- 리그 오브 레전드
  - 인벤 네임드 챔피언십 : 2012
  - 리그 오브 레전드 챔피언스 코리아: 2012-2013 윈터
  - NLB: 2013 스프링, 2013 서머
  - 리그 오브 레전드 챌린저스 코리아: 2016 서머